# Manfredi Rizza
Manfredi Rizza (* 26. April 1991 in Pavia) ist ein italienischer Kanute.

## Karriere
Manfredi Rizza gab 2012 beim Weltcup in Düsseldorf sein internationales Debüt. Sowohl bei den Mittelmeerspielen 2013 in Mersin als auch bei der Universiade 2013 in Kasan gewann er im Einer-Kajak auf der 200-Meter-Sprintstrecke die Silbermedaille. 2016 gab er in Rio de Janeiro sein Olympiadebüt, bei dem er ebenfalls auf der 200-Meter-Distanz im Einer-Kajak antrat. Nach einem zweiten Platz im Vorlauf und einem dritten Platz im Halbfinale erreichte er den Endlauf, den er in genau 36,000 Sekunden auf dem sechsten Platz beendete. Seinen ersten Titel bei internationalen Meisterschaften gewann Rizza schließlich 2021 bei den Europameisterschaften in Posen. Mit Andrea Di Liberto siegte er in der Zweier-Kajak-Konkurrenz über 200 Meter.
Bei den ebenfalls 2021 ausgetragenen Olympischen Spielen in Tokio ging Rizza einmal mehr im 200-Meter-Rennen im Einer-Kajak an den Start. Wie schon 2016 gelang ihm nach guten Ergebnissen in den Vorläufen die Finalqualifikation. Im Endlauf überquerte er nach 35,080 Sekunden hinter dem siegreichen Ungar Sándor Tótka und vor Liam Heath aus Großbritannien als Zweiter die Ziellinie, womit er sich den Gewinn der Silbermedaille sicherte.
Rizza hat einen Abschluss in Maschinenbau von der Universität Padua.